# 장마루
장마루(장용준 2000년 1월 11일 ~)은 대한민국의 배우이다.

## 드라마
- 2021년 SBS 홍천기
- 2024년 디즈니+ 로얄로더

## 학력
- 서울예술대학교 연기과 전문학사 (졸업)